# 太和宫金殿
太和宫金殿又称昆明金殿，位于云南省昆明市东北郊鸣凤山麓，距离中心城区约7千米，是中华人民共和国境内现存规模最大、保存最完整的纯铜铸殿，为全国四大铜殿之一。1982年2月，该文物被国务院公布为第二批全国重点文物保护单位。

## 历史沿革
太和宫金殿始建于明万历三十年（1602年），由云南巡抚陈用宾主持，仿湖北武当山金殿式样修建，至万历三十二年（1604年）建成，陈用宾亲自撰写《鼎建太和宫记铭》记载修建经过。崇祯十年（1637年），巡抚张凤翮将原金殿迁移至大理宾川鸡足山，后于1966年被毁。清康熙十年（1671年），吴三桂于现址重建金殿，工程合计用铜250余吨，为现今文物主体部分，同一时期，太和宫其余建筑院落也得以修复，基本形成现今格局。杜文秀起义期间，太和宫损毁严重，咸丰八年（1858年），太和宫住持李元龙开始重建道观并营造一面七星铜旗。同治五年（1866年），净乐宫大殿和山门修建完成。
光绪年间，太和宫建筑群开始大规模重修和增建：光绪三年（1877年），净乐宫旁殿完工；光绪十年（1884年），紫禁城西侧魁星楼竣工，一天门完成重修；光绪十二年（1886年），增建南、北雷神殿，殿内供奉十八尊神像；光绪十六年（1890年）至三十一年（1905年），太和宫整体翻修并兴建棂星门。这一时期，矿务大臣唐炯也筹集铜矿重新铸造阁门、瓦片、楹联等部件对金殿进行修复。

## 建筑与文物

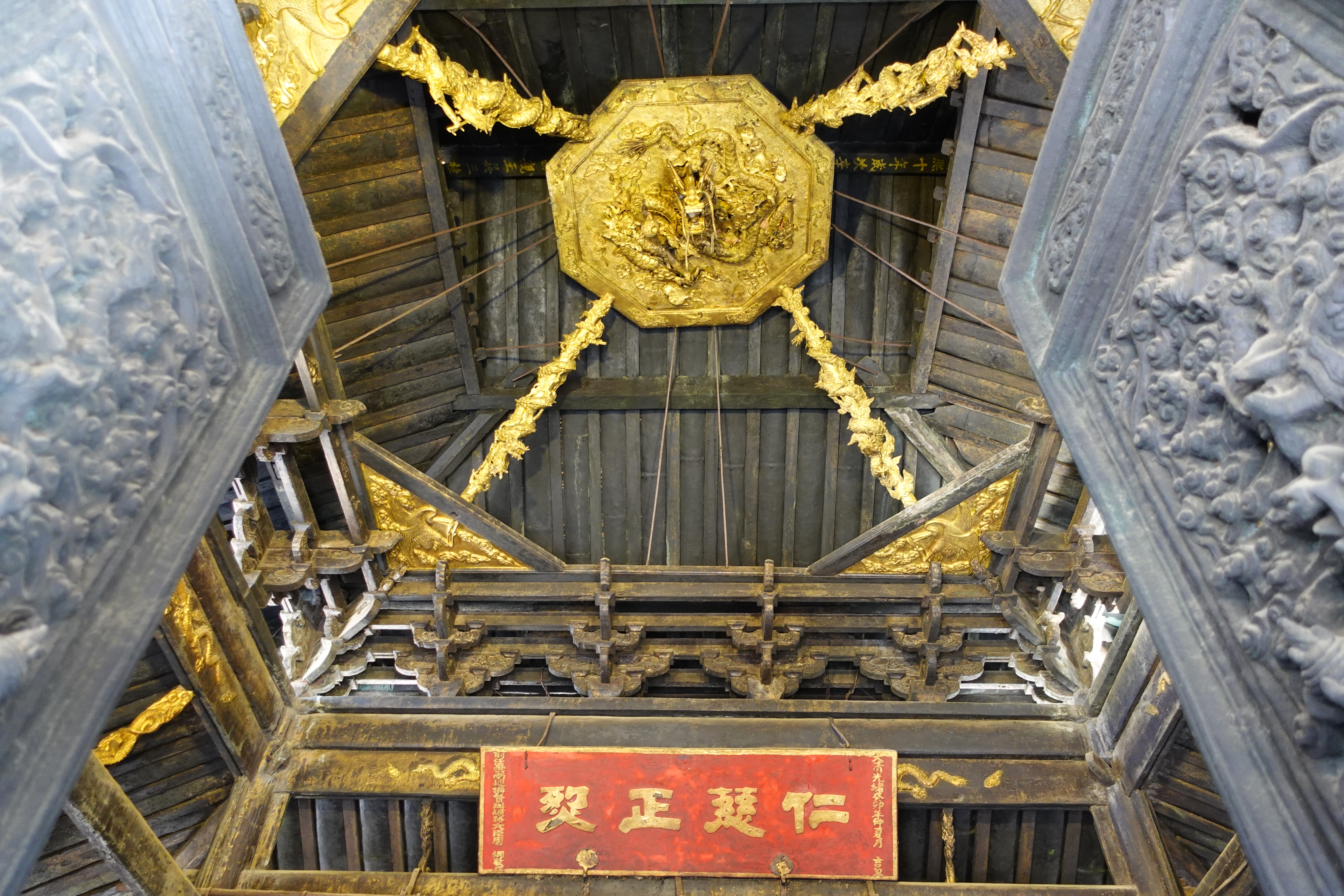
太和宫金殿顶部云龙堆塑藻井

太和宫金殿主体建筑位于紫禁城中央的双层须弥座式基台之上。基台侧面雕刻有瑞兽、花卉图案，每层均设有围栏，下层围栏上刻有二十四孝故事浮雕，上层康熙五十三年（1714年）留存至今的大理石围栏则较简洁，没有繁复的装饰性图案。基台上层须弥座的西、南、北三面建有台阶，其中西面台阶正中还建有斜坡御道。下层须弥座则四面均建有台阶，正对紫禁城的四门。
金殿本体为铜质仿木榫卯结构建筑，坐东朝西，正面宽6.2米，殿前围廊与殿内进深合计6.1米，平面形状近似正方形。金殿通高6.7米，屋顶形制为重檐歇山顶，其四角均匀分布12根直径200毫米的檐柱和4根直径215毫米的铜柱，每角的3根檐柱与1根铜柱分设于边长1.1米的正方形顶点，共同支撑大殿重量。所有支撑柱的柱础都为铜质，其上雕刻12瓣莲花纹路，下方嵌入基台的柱顶石则与柱础一体铸造。金殿西面开有5扇铜门供信众和游客进入，其余三面则镶有不可开启的铜质隔扇，铜门和隔扇都以“卍”字形纹路作为基础，上方装饰云龙、麒麟、鹤和花草等图案。殿内铺设有大理石石砖，中央供奉真武大帝，左右为灵官、玉女和执旗、捧剑二将。此外，金殿殿内顶部还建有八角形云龙堆塑藻井，该结构通过四根蟠龙形挑斡与殿顶四角的抹角枋相连固定，与其他同类建筑相比较为独特。

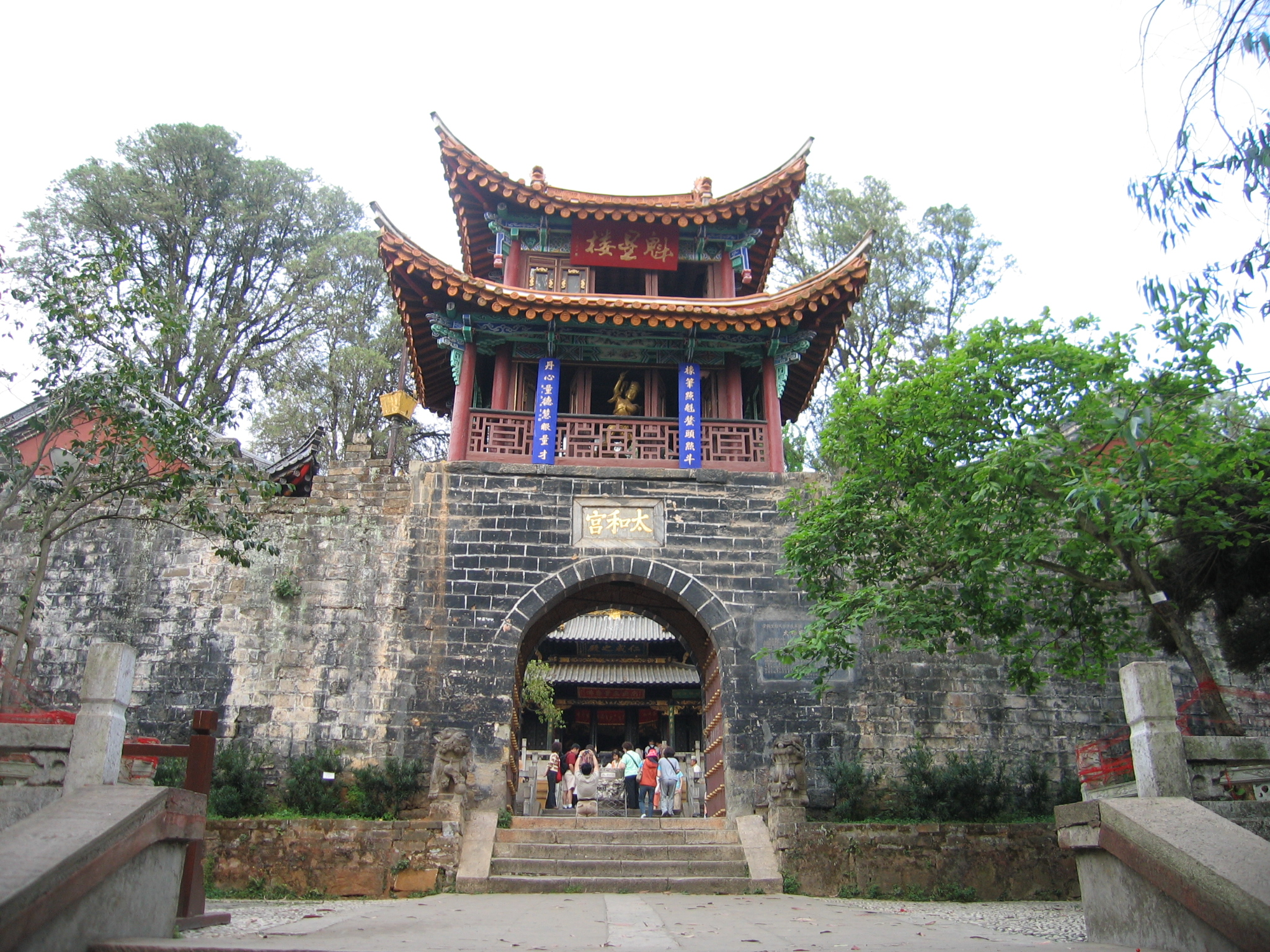
紫禁城西门与魁星楼

太和宫金殿坐落于国家4A级旅游景区金殿名胜区内，除主体建筑外，景区还留存有迎仙桥、吕真人洞路石碑、三座天门、紫禁城、鸣凤仙馆、魁星楼、钟鼓楼、老君股、三丰殿、雷神殿等附属道教建筑，建筑群整体沿山体分布。其中环绕金殿建设的紫禁城为厚1米、通高5米的青砖砌环状城墙，墙体始建于万历三十三年（1605年），至道光十六年（1836年）增补部分城砖，其西门上方建有魁星楼。紫禁城内除金殿外还建有南、北藏经楼，均为两层卷棚歇山顶式建筑，两楼分别挂有“铁笛山人读经处”和“春醉蓬莱”的匾额，其红色山墙上则分别拓有昆明书法家吴锡忠的草书体“游仙”、“旧馆”四字。此外，金殿基台外沿偏西北方还立有一根高约10米的铜质旗杆，上方悬挂李元龙主持增铸的三角形七星镇山旌。旌旗上刻有镂空的日月和北斗七星，周围环绕二十八宿及“风调雨顺，国泰民安”八字。
紫禁城北门外为天师殿，包括五开间的正殿和两座三开间的配殿，原供奉张天师。紫禁城东门外为净乐宫，因主要供奉太上老君，又称老君殿。光绪年间建起的旧殿于20世纪60年代倒塌，1977年兴建的新殿将原有两侧宫楼改为长廊，殿内则改为供奉老子骑牛塑像。紫禁城南门外为三丰殿，始建于民国时期，1977年重建，原主要供奉张三丰。现有正殿为三清殿，是一座不带斗拱的单檐歇山顶式建筑，供奉三清祖师，南配殿和北配殿则分别供奉太乙真人和慈航真人。

## 保护措施
自1982年太和宫金殿被公布为全国重点文物保护单位后，有关部门实施了多次保护工程。金殿南、北两侧原建有名为“游仙旧馆”的客堂和经堂，其屋顶长期将雨水导向紫禁城墙根，致使东北段城墙地基下沉，墙体严重外倾。1984年，考虑到该厢房文物价值远不及金殿与紫禁城，遂在转拓吴锡忠所题四字至藏经楼山墙后予以拆除。1994年，国家文物局对金殿进行检查时认为第二层须弥座使用的水磨石材料与文物整体效果不协调，次年，该部分表面被替换为与原材料较为接近的黄砂石。
2016年，金殿底部须弥座因年久失修出现开裂等问题，云南省文物考古研究所对其展开为期半个月的抢救性修缮。2020年，金殿名胜区又选派员工对金殿外围碑刻、石刻等文物进行修复。同年，太和宫金殿安防系统完成升级。

## 周边开发

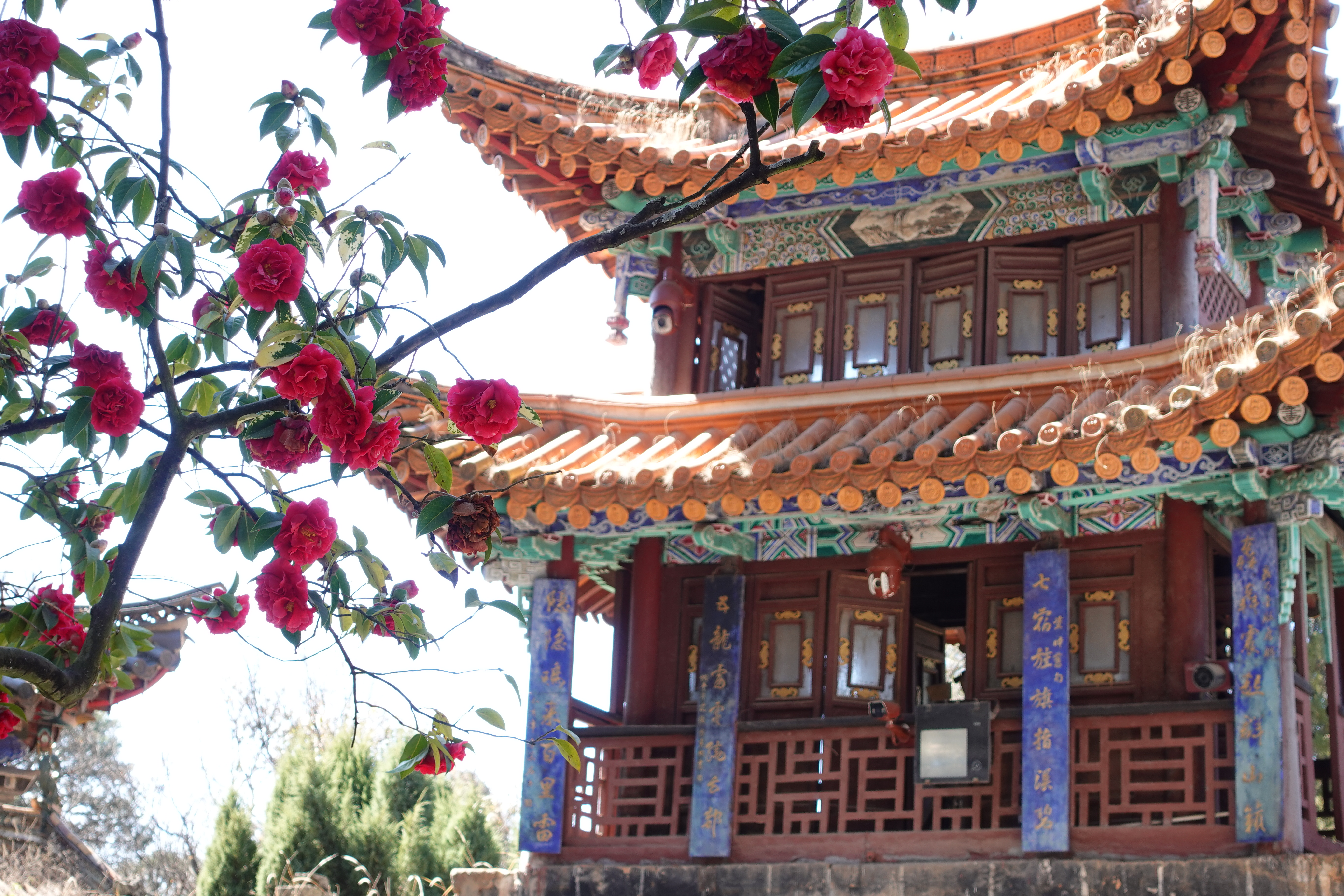
金殿前绽放的狮子头山茶，树龄约200年

位于三丰殿西侧的雷神殿原供奉雷公、电母等自然现象有关神灵，1979年重建后改为长廊形式，后被辟为金殿老物件陈列馆，用以展出太和宫收藏的字画器皿和泥塑神像。天师殿则被改为金殿历史与文化展馆，展出吴三桂的七星宝剑和木柄大刀并办有《吴三桂与陈圆圆》画展。此外，太和宫山门、藏经楼等处也被改为商铺。
金殿名胜区是昆明地区观赏茶花的重要场所，至2023年已在118公顷的山林中种植超过1200个品种，合计40余万株茶花。园区自1989年起每年举办茶花展，并先后于1991年和2015年两度承办中国茶花博览会。此外，金殿景区每年农历正月初八夜间会保持开放，部分市民会在初九凌晨登山前往太和宫焚香祈福。次日，园区会举办盛大庙会，为昆明传统年俗活动。